# 니브흐인
니브흐인(니브흐어: нивх 니브흐 또는 니브흐어: ниғвӈ 니흐븡)은 아무르강 하류 지역 및 사할린섬 북부에 주로 거주하는 원주민족이다. 길랴크(러시아어: гиляки 길러키[*])라고도 한다. 본래 독자적인 니브흐어를 썼으나 현대에는 대부분 거주국에 따라 러시아어를 쓴다. 니브흐족의 언어인 니브흐어는 아이누어를 비롯하여 이웃의 퉁구스·만주어 계통의 여러 부족과 교류가 있었음에도 계통상 연관성이 확인되지 않는다.
현재 대부분은 러시아에 거주하나, 제2차 세계 대전 이전에 일본령이었던 남사할린에 거주했던 니브흐족은 일본이 패망한 후에 일본으로 송환되어 일본 홋카이도의 니브흐족 인구는 1989년에 564명으로 확인된다. 일본 홋카이도에 사는 니브흐족은 삿포로시, 하코다테시, 아바시리시 등에 거주한다.

## 역사
청대 사할린 북부에 거주한 니브흐는 피야카(Fiyaka, 費雅喀)라고도 불렸다. 1658년 나선 정벌에 나섰던 신유(申瀏, 1619~1680)는 '피야카'를 음차하여 '퍅개(愎介)'라고도 하였다. 피야카인들은 사할린을 '이미프(Yh-mif)'라고 하였다. 이들은 아무르강(흑룡강, 黑龍江) 하류와 사할린 섬에 걸쳐 살았다. 겨울에는 언 타타르 해협을 건너 사할린으로 거너가기도 했다.

## 같이 보기
- 윌타인
- 아이누

## 관련 서적
- Anton Chekhov: "Ostrov Saxalin" Eng. transl. Brian Reeve, Cambridge 1993.
- Bruce Grant: "In the Soviet House of Culture", Princeton 1995.
- Lev Shternberg: "The Social Organization of the Gilyak", Seattle 1999.